# Trygodes desolata
Trygodes desolata là một loài bướm đêm trong họ Geometridae.